# Cytisus proliferus
Ne doit pas être confondu avec Medicago arborea.
Espèce
Classification phylogénétique
Synonymes
- Chamaecytisus palmensis (H.Christ) Hutch.
- Chamaecytisus proliferus (L.f.) Link
- Chamaecytisus proliferus var. palmensis H.Christ
- Cytisus palmensis (H.Christ) Hutch. (synonyme ambigu)[2]

Statut de conservation UICN

 LC  : Préoccupation mineure
Cytisus proliferus, en français Tagasaste, Luzerne arborescente ou Cytise prolifère, est une espèce de plantes à fleurs de la famille des Fabaceae (Légumineuses) et du genre Cytisus. C'est un arbuste à feuilles persistantes, à port étalé, d'une hauteur de 3 à 4 m. C'est un arbre fertilisant bien connu. Il est endémique des pentes volcaniques sèches des îles Canaries, mais est aujourd'hui cultivé en Australie, en Nouvelle-Zélande et dans de nombreuses autres régions du monde comme plante fourragère.

## Biologie

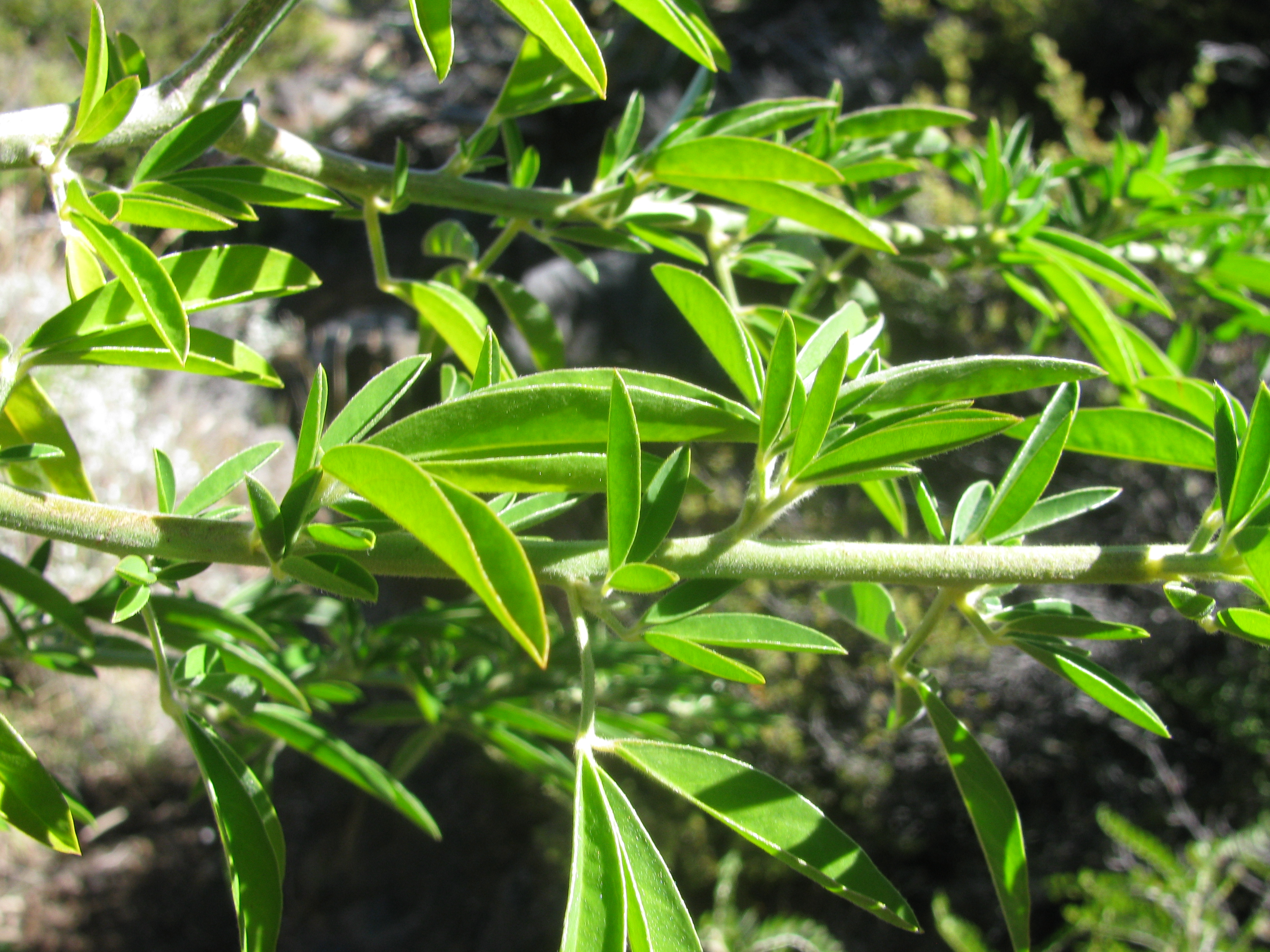
Feuilles.

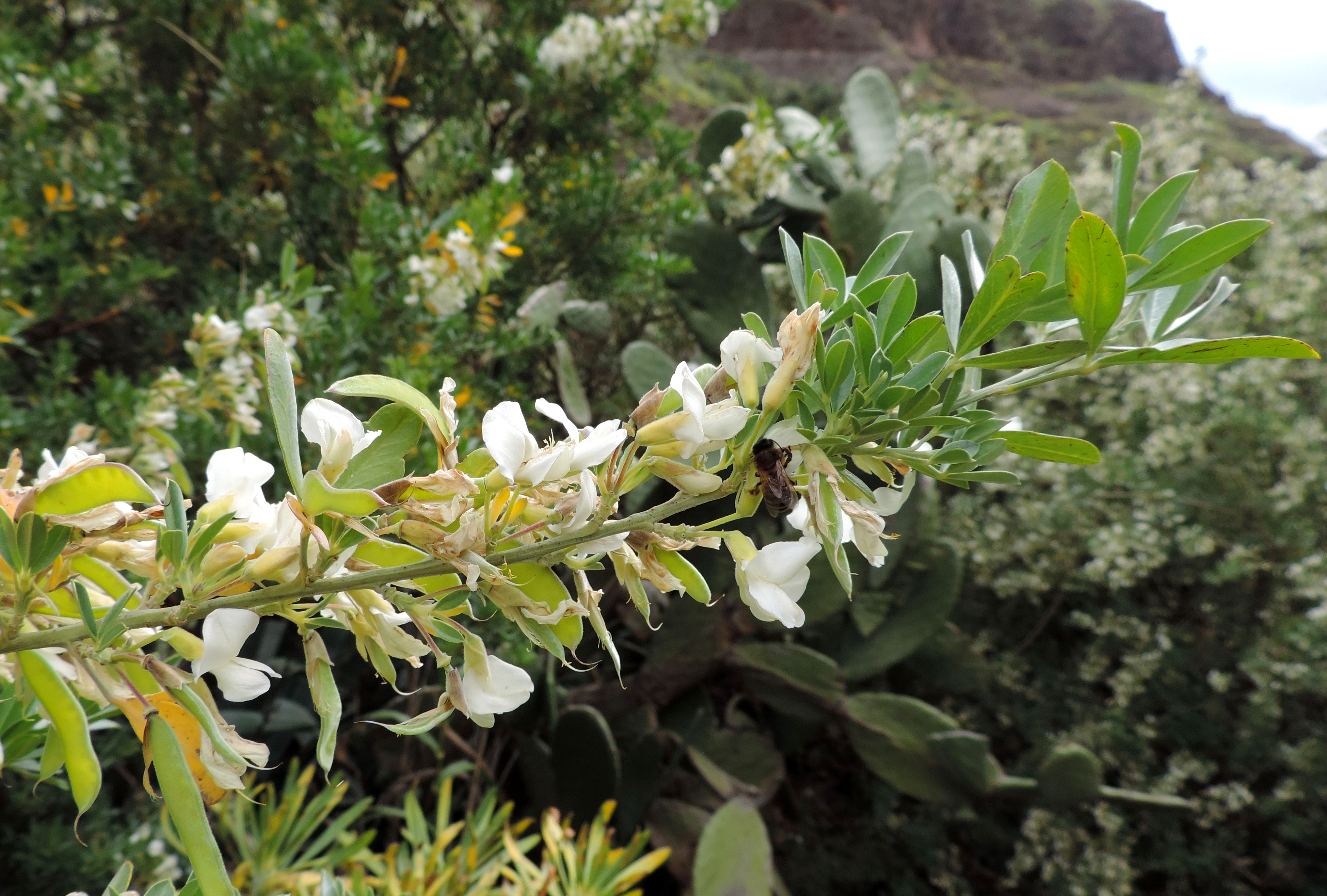
Fleurs.

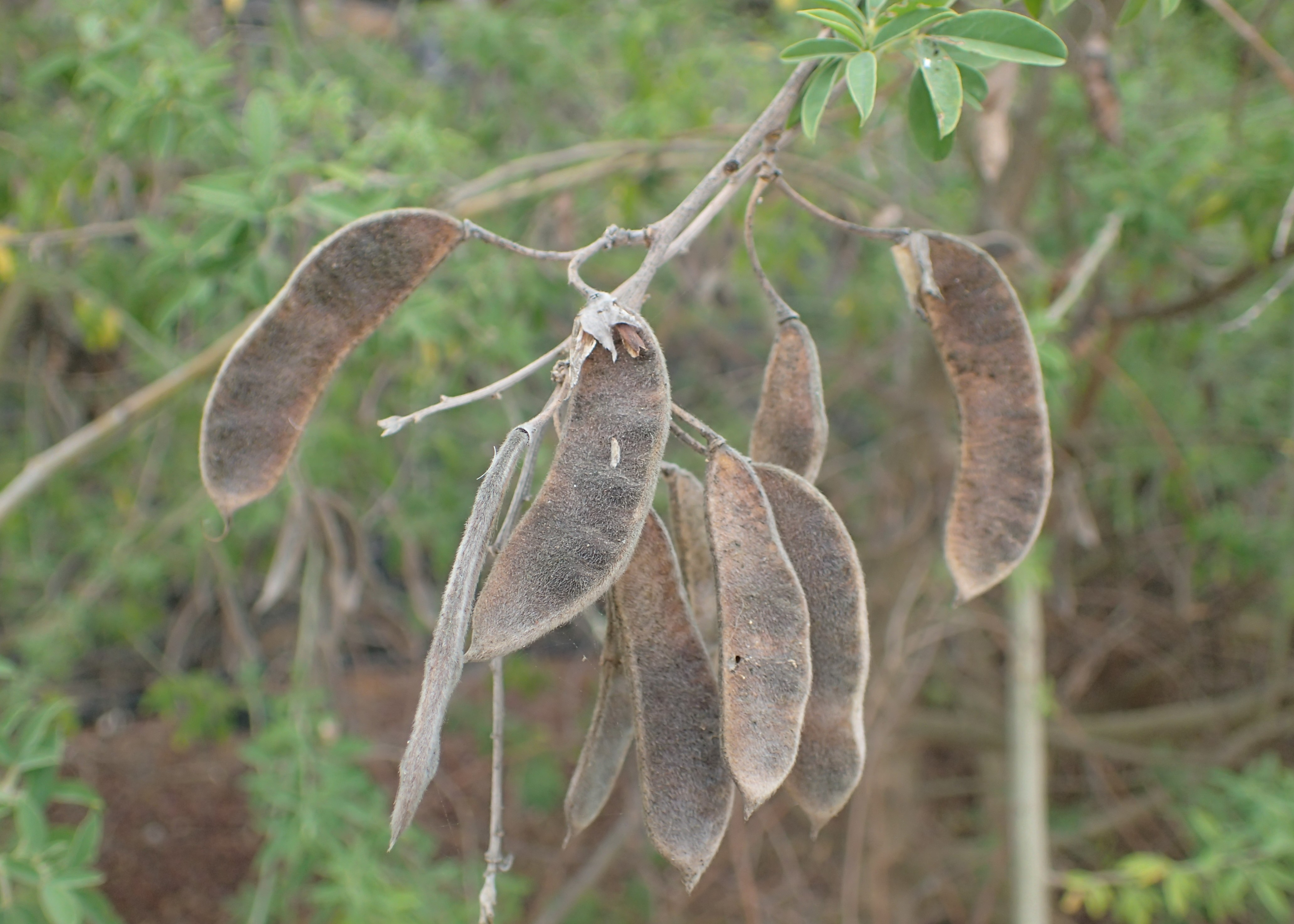
Gousses.

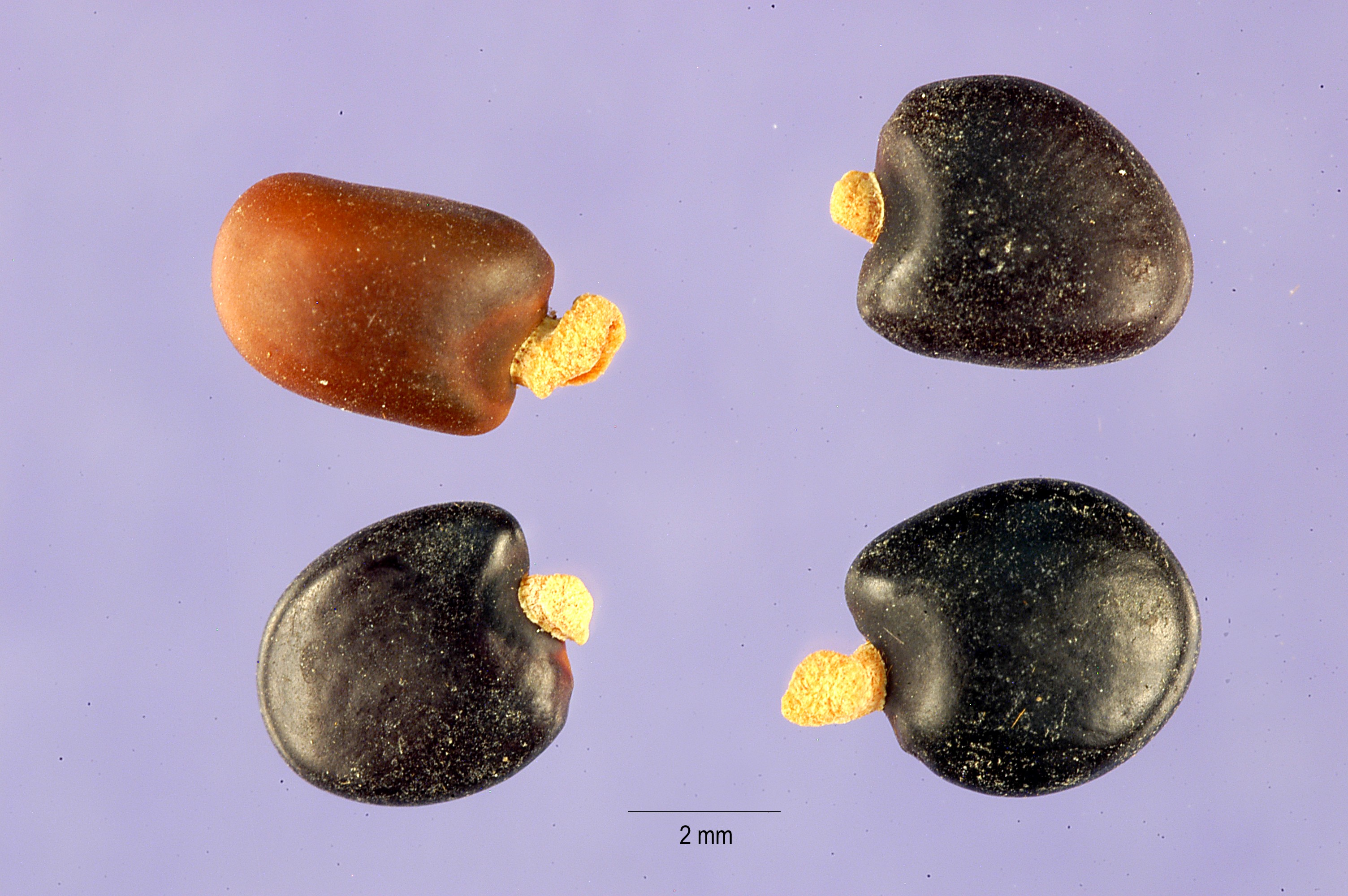
Graines.

Le tagasaste est un arbuste à feuilles persistantes à l'écorce rugueuse jaune-gris et une jeune croissance veloutée et velue. Ses feuilles sont composées de trois folioles de taille égale vert-grisâtre, légèrement plus pâles sur la face inférieure. Ses fleurs parfumées sont d'un blanc crème, se formant en petites grappes à l'aisselle des feuilles. Ses gousses plates semblables à des pois sont vertes et deviennent noires en mûrissant. Les graines sont minuscules (45 000 graines pèsent un kg), brillantes et noires. Le tagasaste est considéré comme une légumineuse se développant bien en association, compatible avec le niébé et le  rhizobium Tagasaste 1502.
Le tagasaste peut pousser sur sols sableux et bien drainés dont le pH est compris entre 4 et 7. Sur des sols profonds et correctement drainés, ses racines peuvent s'étendre jusqu'à au moins 10 mètres. Toute barrière physique ou chimique dans le sol qui restreint la croissance des racines réduira la productivité et la survie du tagasaste. Les cultivars des zones sablonneuses arides sont très sensibles au champignon de la pourriture racinaire sur des sols mal drainés, en particulier aux Fusarium, Pythium et Rhizoctonia. Il tolère des températures hivernales allant jusqu'à −9 °C, mais il existe des cultivars capables de supporter des températures hivernales jusqu'à −15 °C comme à Orange en Australie. Les feuilles de tagasaste sont brûlées par le gel et les semis peuvent être détruits à des températures inférieures à 0 °C. La croissance des arbres matures ralentit à des températures hivernales inférieures à 20 °C. Le tagasaste peut tolérer des températures allant jusqu'à 50 °C, mais au-dessus de 36 °C, ses feuilles se ferment par stress hydrique. Il fleurit au début de la saison des pluies, généralement de juin à octobre en Australie, en Nouvelle-Zélande et en Afrique de l'Est.
Cet arbuste possède deux types de racines. Quelques grosses racines « plongeantes » peuvent s'étendre jusqu'à au moins 10 mètres. Ces dernières extraient l'humidité en profondeur dans le sol pendant les longs étés secs. Il y a aussi beaucoup de racines « nourricières », qui sont la plupart du temps rassemblées à la surface du sol. Elles peuvent s'étendre à plus de 15 mètres du tronc. Elles puisent les nutriments du sol, et de l'eau également en hiver. En été, l'eau du sol peut être absorbée en profondeur par les racines lisses, aspirée dans les racines nourricières peu profondes, puis pompée dans le sol. Cet « ascenseur hydraulique » permet au tagasaste de continuer d'extraire les nutriments du sol peu profond qui serait autrement trop sec. Cet ascenseur hydraulique est également observé chez les espèces de Banksia indigènes qui poussent naturellement sur ces sols et ont une organisation racinaire similaire.
Lorsque le tagasaste est planté en rangées orientées sur un axe nord-sud, on constate que les pousses et les racines poussent deux fois plus vite du côté ouest que du côté est.

## Culture

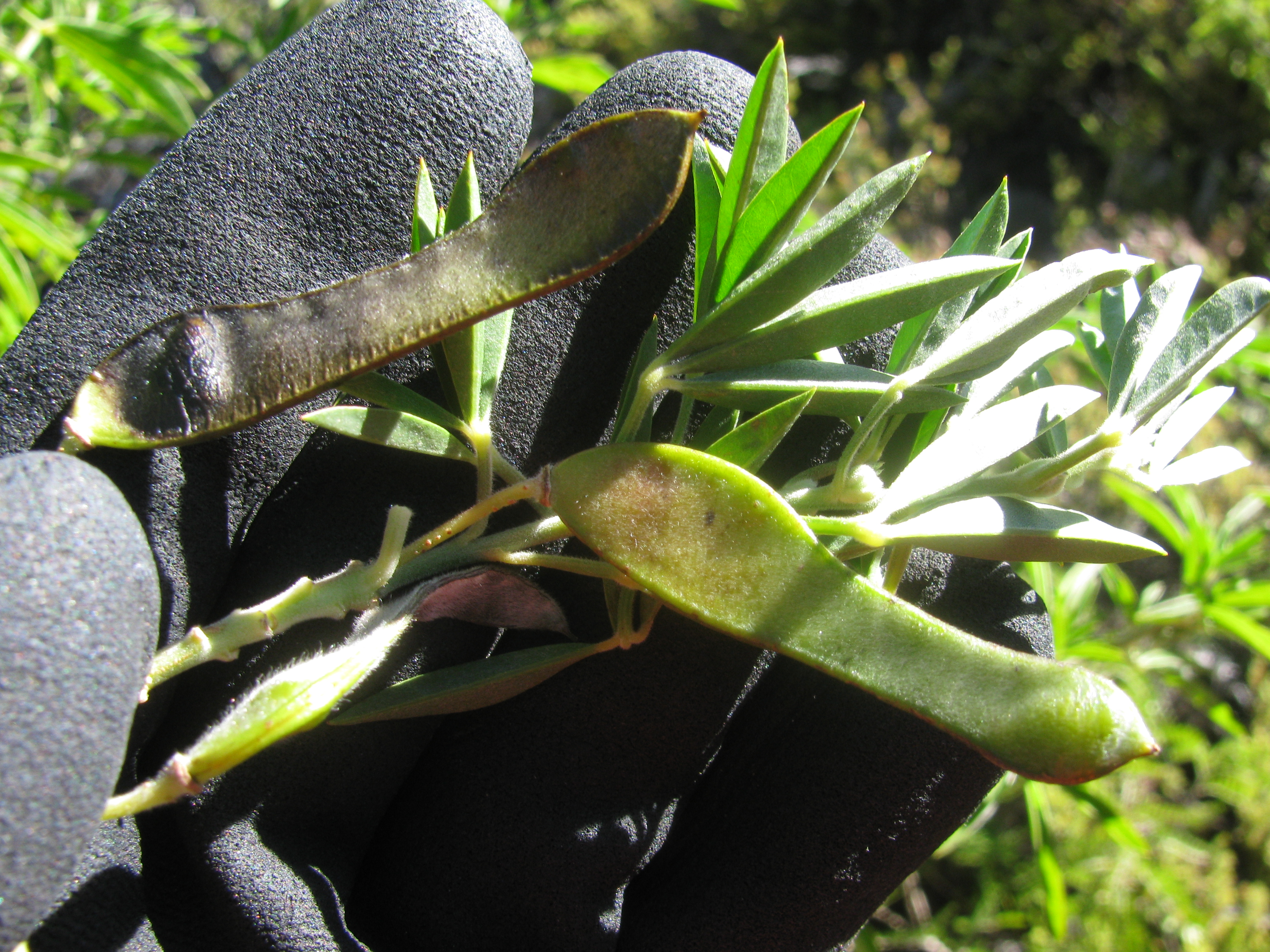
Fruits et feuilles dans une main.

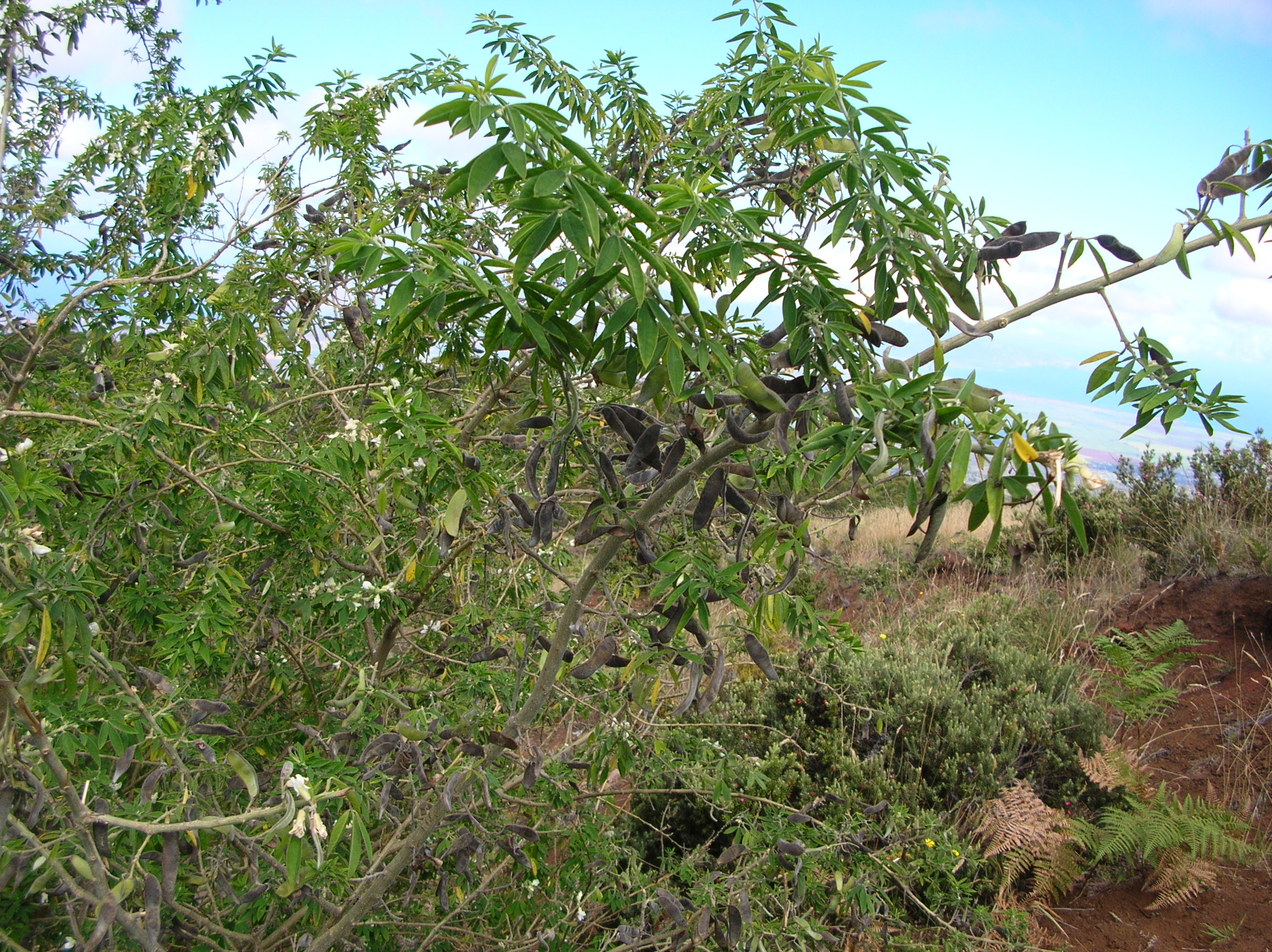
Aspect général du tagasaste.

Le tagasaste est un fourrage apprécié par les ruminants du fait de sa bonne appétence et de sa haute teneur en protéines. Il peut être pâturé directement, ou coupé et donné frais ou séché.
En tant que culture fourragère, le tagasaste fournit entre 23 et 27% de protéines brutes (14 à 30% en Australie occidentale) et 18 à 24% de fibres non digestibles brutes. Avec une application appropriée d'engrais, il peut maintenir ces niveaux même lorsqu'il est cultivé sur des sols pauvres.
Le phosphore est particulièrement important à la fois pour la croissance du tagasaste et pour l'alimentation des animaux. Des niveaux plus élevés de phosphore sont nécessaires pour la croissance maximale des animaux comme pour celle des plantes. L'engrais réduit également le niveau de composés phénoliques (similaires aux tanins) qui augmentent lorsque les plantes sont soumises à un stress hydrique. Ces composés phénoliques rendent le tagasaste moins appétant et réduisent la consommation par les animaux. Les phénoliques suppriment l'utilisation des protéines dans le rumen et, par conséquent diminuent la prise alimentaire. Bien que la protéine brute soit toujours supérieure à 14%, supplémenter avec un aliment riche en protéines, comme la graine de lupin, stimule la consommation d'aliments chez les animaux lorsque le taux de composés phénoliques du tagasaste est élevé. Le tagasaste a généralement la même valeur nutritionnelle que la meilleure des luzernes, lorsqu'il est planté sur un bon sol équilibré en nutriments. Un gain de poids quotidien de 1 à 1,5 kg par bouvillon par jour sont atteints pendant la croissance, avec 6 à 10 rotations par an, généralement une toutes les 6–8 semaines.
La floraison modifie également l'appétence du tagasaste. En Australie occidentale, la floraison commence en hiver (~ juin). Les graines sont mûres et tombent au début de l'été (première journée chaude en décembre). L'été suivant la floraison, l'appétence change dans différentes parties de la plante. Chez le tagasaste qui n'a pas fleuri, les feuilles sont broutées et l'écorce sur les tiges est ignorée. Après la floraison, la feuille devient moins appétissante et l'écorce plus. Il en résulte que le cheptel arrache l'écorce du tronc. De plus, le taux de croissance de la plante ralentit et les feuilles tombent. La gestion du pâturage est conçue pour empêcher la floraison et maintenir le tagasaste à l'état juvénile végétatif. Des essais ont montré que si le tagasaste est fortement brouté, ou coupé mécaniquement au cours des six premiers mois de l'année, il ne fleurira pas dans la seconde moitié de l'année. Parfois, lors de la coupe mécanique, un rameau peut être oublié. Celui-ci continuera à fleurir, et montrera tous les autres problèmes, tandis que le reste de la plante est maintenu dans un état végétatif.
Initialement, le tagasaste a été développé pour remplacer l'alimentation manuelle des moutons en automne en Australie-Occidentale, lorsque les approvisionnements alimentaires étaient normalement très faibles. Cela impliquait d'isoler le tagasaste pendant onze mois, puis de le faire paître avec cent moutons par hectare pendant un mois. Comme le tagasaste atteint environ trois mètres de hauteur en onze mois, il doit être coupé mécaniquement pendant que les moutons sont dans l'enclos. Les moutons ne doivent pas être trop nombreux car cela peut entraîner la mort des plantes.
Il a été découvert que les bovins pouvaient paître en grand nombre le tagasaste. Les langues des bovins sont trop grosses pour brouter les nouveaux bourgeons et certaines feuilles restent toujours sur la plante. Les moutons, au contraire, peuvent retirer toutes les feuilles du tagasaste mais cela ne cause pas la mort des plantes. L'élimination des nouveaux bourgeons par les moutons, qui apparaissent environ six semaines après le pâturage, peut entraîner la mort des plants. Aujourd'hui, le tagasaste est utilisé en majorité pour le pâturage bovin avec des plantations pouvant être pâturées à tout moment de l'année. Bien qu'il puisse atteindre cinq mètres de hauteur, lorsqu'il est géré pour le pâturage, il est maintenu à moins de deux mètres de hauteur.
Sur les sables blancs pauvres de l'Australie occidentale, le tagasaste a augmenté le chargement à l'hectare des animaux. Il s'agit d'une multiplication par dix environ du chargement, relativement à la fertilité. Le rendement en matière sèche comestible (feuilles et tiges fines) dans les West Midlands est la plupart du temps de l'ordre de 3 à 5 tonnes par hectare. Il empêche également l'érosion par le vent et la recharge excessive des eaux souterraines qui étaient auparavant des problèmes environnementaux majeurs. Récemment, il a été découvert que le tagasaste pouvait séquestrer du carbone à raison d'environ six tonnes d'équivalent CO2 par hectare et par an. Environ la moitié du CO2 stocké l'est sous forme de carbone organique dans le sol et l'autre moitié dans le bois des branches, du tronc et des racines. Le tagasaste produit généralement environ une tonne de matière comestible pour 100 mm de pluie par hectare et par an.

## Le Tagasaste par pays

### Australie
Le potentiel du tagasaste en tant que fourrage a été identifié par le Dr Perez, un médecin basé sur l'île de La Palma aux Canaries dans les années 1870, et par des éleveurs de bétail espagnols. Perez signala aux autorités espagnoles l'intérêt de la culture fourragère du tagasaste et envoya des semences à Kew Gardens en Angleterre où elles furent testées, tandis que des graines étaient envoyées à tous les établissements correspondants de Kew à travers le monde. En Australie, le potentiel du tagasaste a été promu par un certain nombre d'individus au cours du siècle suivant (par exemple le Dr Schomburge en Australie-Méridionale et le Dr Laurie Snook en Australie-Occidentale) mais il n'est adopté à grande échelle que dans les années 1980 en Australie-Occidentale.
Les deux premiers hectares de plantations de tagasastes dans les West Midlands sont plantés par John Cook sur sa ferme près de Dandaragan (en) en 1982. Le succès de ce paddock suscite l'intérêt des agriculteurs et des chercheurs locaux. Avant cela, les systèmes agricoles de la région étaient totalement basés sur des pâturages et des cultures annuelles. La région a des précipitations hivernales fortement dominantes, avec jusqu'à huit mois sans pluie pendant certains étés. Jusqu'au développement du tagasaste, on croyait qu'il n'était pas possible de cultiver des pâtures pérennes dans cette région.
En 1984, le projet de recherche Martindale est lancé par l'Université de l'Australie-Occidentale avec une importante subvention de Sir James McCusker. Ce projet a encouragé la participation des agriculteurs locaux et du département de l'Agriculture de l'Australie occidentale à la recherche et au développement. Des agriculteurs tels que John Cook et Bob Wilson à Lancelin ont développé des équipements d'ensemencement et de coupe mécanique qui ont permis de semer et de gérer le tagasaste à moindre coût par des agriculteurs à grande échelle. Le projet de recherche Martindale a résolu de nombreux problèmes liés à l'agronomie, à la production animale et à l'économie, ce qui a abouti à un système fiable que les agriculteurs pourraient adopter en toute confiance. Le ministère de l'Agriculture de l'Australie occidentale a également mené des essais sur sa station de recherche de Badgingarra et dans la ferme de Bob Wilson à Lancelin. Des agriculteurs et des chercheurs locaux ont formé le West Midlands Fodder Shrub Improvement Group. Cela a évolué dans le Groupe Evergreen, qui a élargi ses vues pour inclure une gamme d'autres arbustes, herbes et légumineuses vivaces.
Il y a maintenant environ 100 000 ha plantés de tagasaste en Australie occidentale. Il y est principalement cultivé sur des sables profonds et peu fertiles dans des régions plus proches de la côte avec 350 à 600 mm de pluie. La plupart des tagasastes d'Australie occidentale se trouvent dans la plaine de sable des West Midlands, au nord de Perth.

### Nouvelle-Zélande
L'utilisation du tagasaste comme plante fourragère a été identifiée dès 1897 dans la région de Taranaki. Depuis 2011, il est toujours recommandé comme culture fourragère dans certaines régions du pays, mais il devient également une espèce envahissante. Le ministère de la Conservation, une agence gouvernementale chargée de protéger les terres publiques de conservation, considère le tagasaste comme une « mauvaise herbe environnementale ».

## Cultivars
En Australie, une forme prostrée de tagasaste a été développée par sélection, appelée Weeping Tagasaste. On espère que cette plante ne nécessitera pas de coupe ou d'élagage mécanique. Il est trop tôt pour dire si le Weeping Tagasaste atteindra les mêmes niveaux de production que le tagasaste normal. Les premiers indicateurs montrent que la production est plus faible et que la plante peut être plus vulnérable aux maladies du sol.
En Afrique du Sud, trois lignées génétiques éco-adaptées ont été déposées : Green Kalahari pour les zones arides (300-500 mm), Cattle Candy pour les zones tempérées (600-800 mm) et Kilimandjaro pour les régions montagneuses tropicales (800-3500 mm de pluie). La sélection commerciale de cultivars de tagasaste a conduit à des variétés améliorées de plus grande rusticité, une résistance aux maladies et une gamme plus large de conditions de croissance et d'applications. L'utilisation du tagasaste pour l'agroforesterie sylvo-pastorale comme culture d'accompagnement est un exemple de double utilisation des mêmes terres pour une production accrue. Les moutons sont ensuite utilisés pour supprimer les mauvaises herbes et contrôler la croissance des tagasastes, l'empêchant de masquer la principale culture forestière. La fertilisation biologique est renforcée par l'engrais vert et le piétinement, améliorant le sol au fil du temps et entraînant des augmentations de la production.